# 境界例
境界例（きょうかいれい）は精神医学の用語である。多様な意味で使われてきたが、最も普及しているのは境界性パーソナリティ障害を指した意味である。
リックマンは1928年には、borderlineの語を後に精神病の症状を呈する神経症という意味で用いた。1960年代には、カーンバーグらが神経症でも精神病でもないパーソナリティの病理を「境界パーソナリティ構造」と名付け研究した。1980年に発表された『精神障害の診断と統計マニュアル』第3版(DSM-III)では、それまでの境界例の議論から、統合失調症に近縁性のある統合失調型パーソナリティ障害と、対人関係の不安定性や傷つきやすさが焦点となる境界性パーソナリティ障害の、2つの群が取り出された。

## 定義の変換と診断名としての確立まで
borderlineの語を、治療を進めていくと精神病の症状を呈する神経症という意味で最初に用いたのは、リックマン(Rickman) であり、1928年の論文に
見られる。
その状態は境界例、潜伏性精神病、偽神経症性分裂病などという呼び方をされていた。精神分裂病の亜型である、神経症と分裂病の移行状態である、中間に位置する一臨床単位である、パーソナリティの障害であるなど、様々な概念の変遷があり、各国の研究者、臨床家達の間で議論が交わされた。そしてその概念は後のパーソナリティ障害の元となった。
1960年代には、カーンバーグらが神経症でも精神病でもないパーソナリティの病理を「境界パーソナリティ構造」(borderline personality organization)と名付けた。パーソナリティとしての心的構造を理解しようとし、防衛機制のうち分裂(splitting)という機制から派生する理想化、投影性同一視、否認などをこのパーソナリティ構造に特異的とした。
1980年に発表された『精神障害の診断と統計マニュアル』第3版(DSM-III)では、これまでの境界例の議論から2つの群を取り出し、統合失調症との近縁性のある統合失調型パーソナリティ障害と、対人関係の不安定性や傷つきやすさが焦点となる境界性パーソナリティ障害が分類された。

## 原因
下のように諸説あるが、まだ原因ははっきりとは分かっていない。

### 遺伝要因
カーンバーグなどは環境よりも生まれながらの素質に注目している。子供の生来的な素質（遺伝的要因）が養育（母親という環境）に対して何らかの影響を及ぼしている可能性があると言われている。またこのような子供は、環境が自分に適切に反応してくれないことを過剰に感じてしまうかもしれない可能性がある。このことは双子の追跡研究からでも分かっており、遺伝的素質は無視できない部分もあるが、絶対的とは言えないと一般的には考えられている。

### 環境要因
マスターソンやコフートなどが環境要因に注目している。例えば子供が病気になったため母親の育児がおろそかになったり、父親の失業やアルコール依存からくる暴力など、その要因は多岐にわたっている。また社会の変化による家族関係や親自身の変化が子供に大きな影響を与えているかもしれないことを示唆している。ただしどれもが絶対的ではなく、複雑な家族背景や社会背景によって生じていると推測されている。